# Francesco Fortunato (athlétisme)
Pour les articles homonymes, voir Francesco Fortunato (volley-ball).
Francesco Fortunato, né le 13 décembre 1994 à Andria, est un athlète italien, spécialiste de la marche.

## Biographie
Le 21 mai 2023 au cours des championnats d'Europe de marche par équipes à Poděbrady, Francesco Fortunato remporte l'épreuve du 20 km marche en 1 h 18 min 59 s, nouveau record personnel, permettant à l'Italie de remporter le titre par équipes.

## Palmarès
| Date | Compétition                                 | Lieu      | Résultat | Épreuve      | Temps           |
| ---- | ------------------------------------------- | --------- | -------- | ------------ | --------------- |
| 2017 | Championnats du monde                       | Londres   | 25e      | 20 km marche | 1 h 22 min 1 s  |
| 2018 | Championnats du monde de marche par équipes | Taicang   | 2e       | Par équipes  | 29 pts          |
| 2018 | Championnats d'Europe                       | Berlin    | 16e      | 20 km marche | 1 h 23 min 4 s  |
| 2021 | Jeux olympiques                             | Tokyo     | 15e      | 20 km marche | 1 h 23 min 43 s |
| 2022 | Championnats du monde                       | Eugene    | 15e      | 20 km marche | 1 h 22 min 50 s |
| 2022 | Championnats d'Europe                       | Munich    | 5e       | 20 km marche | 1 h 20 min 6 s  |
| 2023 | Championnats d'Europe de marche par équipes | Poděbrady | 1er      | 20 km marche | 1 h 18 min 59 s |
| 2023 | Championnats d'Europe de marche par équipes | Poděbrady | 1er      | Par équipes  | 15 pts          |
| 2024 | Championnats d'Europe                       | Rome      | 3e       | 20 km marche | 1 h 19 min 54 s |
| 2025 | Championnats d'Europe de marche par équipes | Poděbrady | 2e       | 20 km marche | 1 h 18 min 16 s |

## Records
| Épreuve        | Temps                      | Date            | Lieu      |
| -------------- | -------------------------- | --------------- | --------- |
| 20 km marche   | 1 h 18 min 59 s            | 21 mai 2023     | Poděbrady |
| 5 000 m marche | 17'15"65 (Record du monde) | 22 février 2025 | Ancora    |